# Fonyód
Fonyód je gradić u središnjoj zapadnoj Mađarskoj.
Zauzima površinu od 53,55 km četvornih.

## Zemljopisni položaj
Nalazi se na 46° 44′ 27,6″ sjeverne zemljopisne širine i 17° 33′ 0″ istočne zemljopisne dužine na obali Blatnog jezera. 
Jugozapadno uz obalu nalazi se Alsóbélatelep, istočno je Čeja, sjeveroistočno uz obalu je Balatonboglár. Preko obale sjeverno je Ábrahámhegy, sjeverozapadno Badacsonytonaj, a nešto zapadnije Badacsony.
U Fonyódu se nalazi Sipos-hegy.

## Upravna organizacija
Sjedištem je Fonjodske mikroregije u Šomođskoj županiji. Poštanski broj je 8640.

## Povijest
1905. je iz naselja Lengyeltótija izdvojen Fonyód kao zasebno naseljeodnosno kao mala općina (kisközség), a 1928. postao je velika općina (nagyközség). 1981. je godine Fonyódu pripojen Balatonfenyves, a 1992. ponovo odvojen. 1989. godine dobio je status grada.
Vremenom je dijelom Fonyóda postalo prigradsko naselje Bižnja (mađ. Feketebézseny). koja se nalazi 5,5 km jugoistočno od samog naselja Fonyóda.

## Promet
Završna je postaja pruge Kapuš – Fonyód. Kroz gradić prolazi državna cestovna prometnica br. 7. Južno prolazi cestovna prometnica E71 (M7).

## Stanovništvo
Fónyod ima 5.055 stanovnika (2001.). Većina su Mađari, a 1,2&% su Nijemci, 0,35% je Hrvata.

## Poznate osobe
- Bálint Magyar de Palona

## Gradovi prijatelji
- Novi Vinodolski, Hrvatska
- Nové Zámky, Slovačka
- Borsec, Rumunjska
- Leipheim, Njemačka

## Vanjske poveznice
- (mađarski) Službene stranice